# 杉山暎一
杉山 暎一（すぎやま えいいち、1942年12月16日 - 2011年3月4日）は、日本の実業家。東京都出身。
三菱石油、新日本石油及びその関連会社の役職を歴任した。

## 略歴
- 1966年 三菱石油 入社[1]
- 1995年6月 三菱石油 中部支店長[1]
- 1997年6月 三菱石油 取締役、供給保安部門・物流部門執行役員補佐[1]
- 1999年4月 日石三菱 取締役、産業エネルギー部長[1]
  - 2000年3月 マイエナジー 取締役[3]
- 2001年6月[1] - 2004年[4] 日石三菱 / 新日本石油 常務取締役
  - 2002年 - 2004年 新日本石油野球部 部長
  - 2002年[5] - 2004年[6] 東京フットボールクラブ（FC東京） 取締役
- 2004年7月 - 2006年6月[7] 新日石ビジネスサービス 代表取締役社長
- 2006年6月[7] - 2008年6月[8] 新日本石油タンカー 代表取締役社長
  - 新日本石油マリンサービス 代表取締役社長
  - 日本船主協会 副会長
- 2008年6月 新日本石油タンカー 顧問[8]
- 2011年3月4日 腎臓がんにより死去[2]